# 索特拉河畔比斯特里察市镇
索特拉河畔比斯特里察市镇是在斯洛文尼亚东部的一個市镇，行政中心为索特拉河畔比斯特里察。现包括在下萨瓦统计区，2014年1月前包括在萨维尼亚统计区。市镇面积为31.1平方公里，2018年时人口数量为1,350人。
1999年从波德切特泰克市鎮析出为单独的市镇。该地区传统上属于施蒂利亞地区。

## 外部連結
- 官方网站  （斯洛文尼亚文）
- Municipality of Bistrica ob Sotli on Geopedia （页面存档备份，存于）